# Santa Maria Maddalena (Carlo Crivelli)
Santa Maria Maddalena è un dipinto a tempera e oro su tavola (152x49 cm) di Carlo Crivelli, databile al 1476 circa e conservato nel Rijksmuseum di Amsterdam. È firmato OPVS KAROLI CRIVELLI VENETI.

## Storia
Un testo secentesco di Pier Antonio Guerrieri (La Carpegna abbellita e il Montefeltro illustrato) ricorda nella chiesa di San Francesco a Carpegna, riedificata in quegli anni, la presenza di un altare dedicato alla santa e decorato, a spese dei conti di Carpegna, da una "tavola di mano del famosissimo pittore Carlo Crivelli venetiano: opera notabile stimata una pretiosa gemma". Un'indicazione tanto sicura della paternità doveva essere legata alla presenza di una firma, come di fatto compare nella tavola ad Amsterdam. La tavola doveva quasi certamente provenire dalla chiesa antica di San Francesco, magari commissionata da Giovanni di Carpegna che ne era stato tra i fondatori. La famiglia doveva avere una particolare devozione per la santa, come testimonia l'esistenza, attorno al 1472, di una chiesetta a lei dedicata sul colle delle Serriole, fondata dalla madre di Giovanni, Caterina contessa di Carpegna. Quest'ultima era ascolana di nascita, figlia di Giovanni di Saladino Saladini, e probabilmente fu lei a suggerire il pittore che tanto spopolava nella sua città al figlio. Caterina stessa è ricordata brevemente in città nel 1474, occasione in cui forse formulò la commissione direttamente, magari per la nuova chiesetta, da dove poi venne fatta spostare nel nuovo tempio francescano.
È per lo più escluso che potesse far parte di un polittico smembrato: in tali casi l'artista apponeva infatti la firma sulla tavola centrale, spesso sul trono della Madonna, e mai in quelle secondarie. Si presume quindi che si trattasse di una figura isolata.
Nel 1703 gli atti della sacra visita del vescovo però non ricordano più il dipinto e l'altare è registrato come ormai dedicato ad altro santo. Può darsi che l'opera fosse stata spostata in un altro ambiente o in un'altra chiesa, per poi ricomparire nel 1821 nella colleziopne Solly e, da lì, al Kaiser Friedrich Museum di Berlino. Nel 1935 fu di nuovo venduta entrando nel mercato antiquario, e nel 1948 apparteneva alla raccolta di Fritz Mannheimer di Amsterdam. Un anno dopo passò alla Dienst Verspreide Rijkscollection dell'Aia e nel 1960 fu trasferita, con l'intera collezione, al museo di Amsterdam.
La datazione si basa su considerazioni stilistiche, e viene fatta oscillare tra il 1474 e il 1485-1486. Sicuramente è successiva a quella del Polittico di Montefiore dell'Aso, per la maggiore tensione formale che denota una maturazione dello stile dell'artista.

## Descrizione e stile
In uno stato di conservazione ottimale, è ritenuta tra le più perfette realizzazioni dell'artista. Maria Maddalena si erge su un gradino marmoreo, decorato da un fregio scolpito con cherubini e animali fantastici (elefanti?), e davanti a un telo teso, ravvivato in alto da un festone di fiori. Acconciata come una principessa, con una mano tiene sollevata l'ampolla degli unguenti che è il suo attributo tipico e con l'altra solleva, in punta di dita, il mantello.
In basso un piede e parte della veste spuntano oltre il gradino, proiettati verso lo spettatore. La ricchezza di dorature, spesso create a rilievo tramite l'applicazione della pastiglia, rimanda al mondo tardogotico, così come l'estrema eleganza della figura, mentre gli studi spaziali e prospettici sono pienamente rinascimentali, mediati dal mondo padovano piuttosto che dalle coeve esperienze veneziane.